# Sri-lankische Badmintonmeisterschaft 1966
Die Sri-lankische Badmintonmeisterschaft 1966 war die 14. Austragung der nationalen Titelkämpfe im Badminton in Sri Lanka. Sie fand in Colombo statt.

## Sieger und Finalisten
| Disziplin    | Gold                                  | Silber                                |
| ------------ | ------------------------------------- | ------------------------------------- |
| Herreneinzel | Ranjith de Silva                      | Gerry Chandrasena                     |
| Dameneinzel  | Lucky Dharmasena                      | Nilanthi Kannangara                   |
| Herrendoppel | Gerry Chandrasena A. R. L. Wijesekera | Nagalingam Rasalingam Sam Chandrasena |
| Damendoppel  | Lucky Dharmasena Nilanthi Kannangara  | Namal de Silva Nanda Wijesekera       |
| Mixed        | Gerry Chandrasena Harriet Molligoda   | Ranjit de Silva Namal de Silva        |